# Lulu Adams
Lulu Adams (née Louise Cranston en 1900 à Malines et morte dans les années 1980 ou 1990) est une artiste de cirque britannique et une des premières femmes clown.

## Biographie
Louise Cranston naît dans une famille de cirque anglaise. Sa grand-mère était funambule, tout comme sa mère, Martha Cashmore, qui pratique également la voltige équestre et le dressage canin. Quant à son père, Joe Craston, clown depuis l’âge de neuf ans, il avait aussi pratiqué l’acrobatie.
Sa carrière commence alors qu’elle a douze ans par des numéros musicaux avec sa sœur Victoria (dite Vicky), puis également avec son frère Joe, mettant en scène les traditions écossaises. Elle joue de plusieurs instruments, dont la cornemuse, peut également danser, chanter, et parle couramment français et allemand. Ses numéros mêlent des aspects musicaux et des parties comiques, elle fait partie des premières femmes clowns du Royaume-Uni, et probablement la première à se donner en spectacle à l’Olympia. Elle porte généralement une courte perruque blanche et un petit chapeau conique.
Elle rencontre en 1927 le clown Albert Adams, qui devient son mari et son partenaire dans leur duo « Lulu et Albertino Adams ». Ils se produisent aux États-Unis avec le Ringling Bros. and Barnum & Bailey Circus en 1939, lorsqu’éclate la Seconde Guerre mondiale ; ils retournent alors au Royaume-Uni et rejoignent pour elle la Croix-Rouge britannique comme infirmière, et pour lui la Entertainments National Service Association (en) pour divertir les troupes pendant le conflit. À cette époque, elle confectionne des poupées à partir de chutes et de bouts de tissus, confrontée au manque de ressources dû à la guerre.
Elle réalise aussi des tenues de scène, pour elle ainsi que pour d’autres spectacles comme ceux du Windmill Theatre.
En 1948, ils retournent aux États-Unis pour relancer leur carrière, mais Albert meurt soudainement lors d’un passage à la radio ; elle finira toutefois seule la tournée avec le cirque Barnum.
Lulu Adams prend sa retraite en 1962 après avoir tourné avec les cirques anglais et américains les plus réputés. Après cette date, elle tient des chambres d’hôtes avec sa sœur tout en continuant à vendre des poupées.

## Postérité
Vanessa Toulmin (en), professeur à l’Université de Sheffield, fait l’acquisition des archives personnelles de Lulu Adams pour le compte de l’université en 2007, après les avoir fortuitement trouvées sur un site d'enchères en ligne.